# Кръстосано умножение
Кръстòсано умножèние в математиката е действие при дробни изрази, което е умножаване на числителя на първата дроб по знаменателя на втората и знаменателя на първата дроб по числителя на втората. Използва се в елементарната аритметика и елементарната алгебра като правило при деление на дроби, преобразуване на равенство на две дроби в недробен израз, проверка на пропорция и намиране на неизвестната величина в равни съотношения чрез тройно правило. Чрез кръстосано умножение може да се опрости уравнение или да определи стойността на променлива.
Методът понякога е известен и като умножение на кръст или „прекоси сърцето си“, тъй като могат да бъдат начертани линии, наподобяващи контур на сърце, за да се запомни кои неща да се умножат заедно.
Ако е дадено уравнението
{\displaystyle {\frac {a}{b}}={\frac {c}{d}},}
където {\displaystyle b} и {\displaystyle d} не са нула, може да се извърши кръстосано умножение
{\displaystyle ad=bc\quad {\text{или}}}
{\displaystyle a={\frac {bc}{d}},\quad b={\frac {ad}{c}},\quad c={\frac {ad}{b}},\quad d={\frac {bc}{a}}.}
В евклидовата геометрия същото изчисление може да се постигне, като се разглеждат съотношенията като тези на подобни триъгълници.

## Тройно правило
Ако в горните формули една от четирите величини в пропорцията е неизвестна, тя може да се определи от останалите три чрез кръстосано умножение. Това се нарича тройно правило или просто тройно правило:
{\displaystyle {\frac {a}{b}}={\frac {c}{x}},}
откъдето неизвестната величина {\displaystyle x} се определя по формулата
{\displaystyle x={\frac {bc}{a}}.}
Тук {\displaystyle a} се нарича екстремум на пропорцията, а {\displaystyle b} и {\displaystyle c} се наричат средни стойности.
Примери:
1. Ако една кола изминава 120 km за 2 часа, за колко часа ще измине 480 km?

Решение: Пропорцията е
{\displaystyle {\frac {120}{2}}={\frac {480}{x}},}
откъдето за неизвестното време се получава
{\displaystyle x={\frac {2\times 480}{120}}=8} часа
2. Да се определи височината {\displaystyle h} към хипотенузата {\displaystyle c} в правоъгълен триъгълник, ако са известни трите му страни {\displaystyle a}=6 cm, {\displaystyle b}=8 cm и {\displaystyle c}=10 cm.

Решение: Височината {\displaystyle h} към хипотенузата дели правоъгълния триъгълник на два подобни нему триъгълника, откъдето се получава пропорцията
{\displaystyle {\frac {a}{h}}={\frac {c}{b}}\quad {\text{или}}} {\displaystyle \quad ab=ch.}
От тук неизвестната височина {\displaystyle h} се определя по формулата
{\displaystyle h={\frac {ab}{c}}={\frac {6\times 8}{10}}=4,8} cm.

Задачата може да се реши и ако са дадени само две от страните. От тях може да се намери третата страна, като се има пред вид, че съотношението на страните в правоъгълния триъгълник е 3:4:5.
3. Да се определи ъгълът срещу известна страна в произволен триъгълник, ако са дадени друга страна и ъгълът срещу нея. Или да се определи неизвестна страна в произволен триъгълник, ако са дадени ъгълът срещу нея, друга страна и ъгълът срещу нея.

Решение: Използва се синусовата теорема
{\displaystyle {\frac {a}{\sin \alpha }}={\frac {b}{\sin \beta }}={\frac {c}{\sin \gamma }}=2R,}
където {\displaystyle R} е радиусът на описаната около триъгълника окръжност. Синусовата теорема може да се използва, за да бъдат намерени другите две страни на триъгълник, ако са известни два ъгъла и една страна.

### Двойно тройно правило
Разширение на тройното правило е двойното тройно правило, което е за намиране на неизвестна стойност, когато са известни пет, а не три други стойности.
Пример за такава задача може да бъде следният:

„Ако 6 строители могат да построят 4 къщи за 100 дни, колко дни ще са необходими на 10 строители, за да построят 20 къщи със същата скорост?“
От условието се съставят съотношенията:
{\displaystyle {\frac {\frac {4\ {\text{къщи}}}{100\ {\text{дни}}}}{6\ {\text{строители}}}}={\frac {\frac {20\ {\text{къщи}}}{x\ {\text{дни}}}}{10\ {\text{строители}}}},}
което с кръстосано умножение два пъти дава
{\displaystyle x={\frac {20\ {\text{къщи}}\times 100\ {\text{дни}}\times 6\ {\text{строители}}}{4\ {\text{къщи}}\times 10\ {\text{строители}}}}=300\ {\text{дни}}.}
„Песента на лудия градинар“ на Луис Карол включва редовете:
„Той си помисли, че вижда градинска врата,

която се отваря с ключ.

Той погледна отново и откри, че е

двойно тройно правило“. 

## Действия с дроби
Обикновени дроби се делят чрез умножение на кръст – числителят на едната по знаменателя на другата:
{\displaystyle {\frac {a}{b}}\div {\frac {c}{d}}={\frac {ad}{bc}}}.
При съкращаване и разширяване на обикновени дроби стойността им не се изменя, което се доказва чрез кръстосано умножение:
{\displaystyle {\frac {24}{25}}={\frac {96}{100}}\quad } защото {\displaystyle \quad 24\times 100=25\times 96;}
{\displaystyle {\frac {125}{1000}}={\frac {1}{8}}\quad } защото {\displaystyle \quad 125\times 8=1000\times 1.}